# Северск
Северск (рус. Северск) је затворени град у Русији у Томској области. Налази се на обали реке Том. Према попису становништва из 2010. у граду је живело 108.466 становника.
Град је познат и као Томск-7. Град је затворен од 1954. Као што је случај са совјетским градовима који су имали тајне погоне (на пример: Озјорск познат као Чељабинск-40, Жељезногорск познат као Атомград и као Краснојарск-26, Саров познат као Арзамас-16), име је заправо број поштанског уреда и имплицира да је место смештено на некој удаљености од града Томска (15 km према северозападу, у ствари).
У Северску се налази Сибирски хемијски комбинат (Сибкхимкомбинат), основан 1954. Чине га неколико атомских реактора и хемијских творница за издвајање, обогаћивање и поновну обраду урана и плутонијума. Атомске бојеве главе су се овде производиле и складиштиле.
Један од најозбиљнијих несрећа са атомским материјалом у Сибирском хемијском комбинату се догодио 6. јуна 1993. године., када је резервоар који је садржавао високо радиоактивни раствор експлодирао.

## Становништво
Према прелиминарним подацима са пописа, у граду је 2010. живело 108.466 становника, 640 (0,59%) мање него 2002.
| 1989.   | 2002.   | 2010.   |
| ------- | ------- | ------- |
| 110.000 | 109.106 | 108.580 |